# 50 kilomètres
Ne doit pas être confondu avec 50 kilomètres marche.
 (mars 2022).
Si vous disposez d'ouvrages ou d'articles de référence ou si vous connaissez des sites web de qualité traitant du thème abordé ici, merci de compléter l'article en donnant les références utiles à sa vérifiabilité et en les liant à la section « Notes et références ».
Le 50 kilomètres est une épreuve classique de course à pied d'ultrafond. Régulée par l'International Association of Ultrarunners (IAU), elle se dispute sur route. Dans le cadre de développement des épreuves officielles au-delà du marathon se trouvant dans sa charte, l'IAU instaure un championnat d'Europe en 2004 sous la dénomination de « Trophée Européen », puis à partir de l'année 2009, un championnat du monde du 50 km (en) sous la dénomination de « Finale de Trophée Mondial ». En 2015, cette épreuve prend la dénomination de « World Championship » (Championnats du monde) et se tient tous les deux ans. Cette épreuve attirent les athlètes qui sont rapides sur marathon et dotés d'une bonne endurance sur 100 kilomètres.
Bien que moins populaires que le marathon, les courses de 50 km existent aux quatre coins du monde, notamment en France où il n'existe pas encore de championnat national dédié.
Le record du monde absolu est actuellement détenu par l'Américain Clayton Jordan Albertson avec 2 h 38 min 43 s (vitesse moyenne : 18,99 km/h).

## Records
|         | Femmes                        | Femmes          | Femmes                          | Hommes                  | Hommes          | Hommes                                  |
| Athlète | Temps                         | Lieu et date    | Athlète                         | Temps                   | Lieu            |                                         |
| ------- | ----------------------------- | --------------- | ------------------------------- | ----------------------- | --------------- | --------------------------------------- |
| Route   | Desiree Linden États-Unis     | 2 h 59 min 54 s | Eugene États-Unis 14 avril 2021 | CJ Albertson États-Unis | 2 h 38 min 43 s | San Francisco États-Unis 8 octobre 2022 |
| Piste   | Carol Hunter-Rowe Royaume-Uni | 3 h 18 min 52 s | Barry Royaume-Uni 3 mars 1996   | CJ Albertson États-Unis | 2 h 42 min 30 s | Clovis États-Unis 8 novembre 2020       |

## Championnats du monde
Après l'essai du championnat au niveau européen, l'IAU organise un championnat au niveau mondial. Le classement par équipe se fait sur le cumul des temps des trois premiers de chaque nation.
| Édition | Date               | Lieu                          | Hommes Individuel               | Temps           | Hommes Équipe                  | Femmes Solo                   | Temps           | Femmes Équipe                |
| ------- | ------------------ | ----------------------------- | ------------------------------- | --------------- | ------------------------------ | ----------------------------- | --------------- | ---------------------------- |
| 1re     | 31 octobre 2009    | Gibraltar                     | Luca Nonyana Afrique du Sud     | 2 h 58 min 3 s  | Royaume-Uni 9 h 16 min 0 s     | Kami Semick-Pardue États-Unis | 3 h 29 min 48 s |                              |
| 2e      | 29 août 2010       | Galway Irlande                | Collen Makaza Zimbabwe          | 2 h 47 min 22 s | Afrique du Sud 8 h 52 min 43 s | Susan Harrison Royaume-Uni    | 3 h 15 min 43 s | Royaume-Uni 10 h 33 min 36 s |
| 3e      | 20 août 2011       | Assen Pays-Bas                | Eliot Kiplagat Biwott Kenya     | 2 h 54 min 53 s | Royaume-Uni 9 h 24 min 36 s    | Emma Gooderham Royaume-Uni    | 3 h 17 min 30 s | Royaume-Uni 10 h 9 min 12 s  |
| 4e      | 20 octobre 2012    | Vallecrosia-Bordighera Italie | Steven Way Royaume-Uni          | 2 h 53 min 41 s | Royaume-Uni 9 h 19 min 45 s    | Helen Taranowski Royaume-Uni  | 3 h 30 min 43 s | Royaume-Uni 10 h 52 min 7 s  |
| 5e      | 4 décembre 2015    | Doha Qatar                    | Tony Migliozzi États-Unis       | 2 h 52 min 9 s  | Kenya 8 h 49 min 9 s           | Camille Herron États-Unis     | 3 h 20 min 59 s | Croatie 10 h 50 min 8 s      |
| 6e      | 11 novembre 2016   | Doha Qatar                    | Tony Migliozzi États-Unis       | 2 h 54 min 2 s  | États-Unis 8 h 56 min 37 s     | Risper Kimaiyo Kenya          | 3 h 22 min 45 s | Royaume-Uni 10 h 36 min 1 s  |
| 7e      | 1er septembre 2019 | Brașov Roumanie               | Iraitz Arrospide Espagne        | 2 h 47 min 42 s | Afrique du Sud 8 h 28 min 38 s | Alyson Dixon Royaume-Uni      | 3 h 7 min 20 s  | Royaume-Uni 9 h 39 min 33 s  |
| 8e      | 5 novembre 2023    | Hyderabad Inde                | Chakib Lachgar Latrache Espagne | 2 h 48 min 20 s | Espagne 8 h 28 min 2 s         | Carla Molinaro Royaume-Uni    | 3 h 18 min 23 s | Royaume-Uni 9 h 59 min 7 s   |

### Palmarès par nation
Comptage réalisé à partir du tableau précédent entre 2009 et 2023 :
| Rang | Pays           | Individuel | Par équipe | Total |
| ---- | -------------- | ---------- | ---------- | ----- |
| 1    | Royaume-Uni    | 6          | 9          | 15    |
| 2    | États-Unis     | 4          | 1          | 5     |
| 3    | Kenya          | 2          | 1          | 3     |
| 3    | Espagne        | 2          | 1          | 3     |
| 5    | Afrique du Sud | 1          | 2          | 3     |
| 6    | Zimbabwe       | 1          | 0          | 1     |
| 7    | Croatie        | 0          | 1          | 1     |

## Championnats d'Europe
Toujours dans le cadre de promouvoir les courses au-delà du marathon, la première édition du championnat européen sous l'égide de l'IAU se déroule lors des 50 km de Palerme en 2004. La finale est directe, sans temps qualificatif ou de passage par un mode de qualification, mais ce sont des athlètes de haut niveau qui prennent part à cette édition. Le titre pour la seconde édition est attribuée sous un mode différent. Les participants doivent courir à l'une des neuf courses de l'année fixé par l'IAU, puis concourir ensemble lors de la finale au mois d'octobre à Palerme. Le titre revient à celui qui a le meilleur temps sur le cumul global des deux courses auxquelles il a pris part. Le titre revient donc au français Sandor Barcza qui est le seul à remporter un titre européen à ce jour. Pour l'anecdote, le russe Alexander Boltachev, crédité d'un temps de 2 h 59 min 2 s sur sa première course prise en compte pour le cumul, ainsi qu'un groupe de trois autres coureurs (Igor Tyazkhorob, Colin Deasy et Michael Kokorev) en tête depuis la mi-course sont mal orientés, perdant de précieuses minutes. Par la suite, à partir de la troisième édition, pour participer à la finale du 50 km pour l'attribution du titre européen, il faut réaliser un temps qualificatif au cours de l'année sur une autre course. Le classement par équipe se fait sur le cumul des temps des trois premiers de chaque nation.
| Édition | Date              | Lieu                          | Hommes Individuel         | Temps                           | Hommes Équipe               | Femmes Solo                          | Temps                             | Femmes Équipe                |
| ------- | ----------------- | ----------------------------- | ------------------------- | ------------------------------- | --------------------------- | ------------------------------------ | --------------------------------- | ---------------------------- |
| 1       | 17 octobre 2004   | Palerme Italie                | Mario Ardemagni Italie    | 3 h 4 min 33 s                  | Italie 9 h 46 min 49 s      | Danielle Sanderson Royaume-Uni       | 3 h 29 min 24 s                   | Royaume-Uni 10 h 57 min 59 s |
| 2       | 16 octobre 2005   | Palerme Italie                | Sandor Barcza France      | 3 h 3 min 12 s + 3 h 2 min 21 s | Russie 9 h 40 min 24 s      | Heather Foundling-Hawker Royaume-Uni | 3 h 35 min 51 s + 3 h 44 min 55 s | Italie 12 h 20 min 50 s      |
| 3       | 16 septembre 2006 | Winschoten Pays-Bas           | Dzmitry Bula Biélorussie  | 3 h 6 min 52 s                  | Royaume-Uni 9 h 34 min 38 s | Zelah Morall Royaume-Uni             | 3 h 31 min 19 s                   | Royaume-Uni 10 h 38 min 42 s |
| 4       | 14 octobre 2007   | Palerme Italie                | Marc Papanikitas Belgique | 3 h 6 min 36 s                  | Italie 11 h 9 min 47 s      | Monica Carlin Italie                 | 3 h 32 min 17 s                   | Royaume-Uni 11 h 22 min 9 s  |
| 5       | 31 octobre 2009   | Gibraltar                     | Paul Molyneux Royaume-Uni | 3 h 0 min 15 s                  | Royaume-Uni 9 h 16 min 0 s  | Monica Carlin Italie                 | 3 h 37 min 10 s                   | —                            |
| 6       | 29 août 2010      | Galway Irlande                | Marco Boffo Italie        | 3 h 6 min 54 s                  | Royaume-Uni 9 h 42 min 39 s | Susan Harrison Royaume-Uni           | 3 h 15 min 43 s                   | Royaume-Uni 10 h 33 min 36 s |
| 7       | 20 août 2011      | Assen Pays-Bas                | Pieter Vermeesch Belgique | 2 h 57 min 23 s                 | Royaume-Uni 9 h 24 min 36 s | Emma Gooderham Royaume-Uni           | 3 h 17 min 30 s                   | Royaume-Uni 10 h 9 min 12 s  |
| 8       | 20 octobre 2012   | Vallecrosia-Bordighera Italie | Steven Way Royaume-Uni    | 2 h 53 min 41 s                 | Royaume-Uni 9 h 19 min 45 s | Helen Taranowski Royaume-Uni         | 3 h 30 min 43 s                   | Royaume-Uni 10 h 52 min 7 s  |

### Palmarès par nation individuel
- 8.  Royaume-Uni
- 4.  Italie
- 2.  Belgique
- 1.  France
- 1.  Biélorussie

### Palmarès par nation en équipe
- 12.  Royaume-Uni
- 03.  Italie
- 01.  Russie